# Shweli
La Shweli est une rivière birmane affluent de l'Irrawaddy. Appelée Nam Mao en shan et Lung Chuan Chiang en chinois, elle forme une partie de la frontière entre la Birmanie et la Chine. Née dans la province chinoise du Yunnan, elle traverse le nord de l'État Shan et une petite partie de la Région de Sagaing avant de se jeter dans l'Irrawaddy en rive gauche (orientale), à Inywa, à 60 km au nord de Tagaung et au sud de Katha.

## Histoire
Des populations de langue tai, connues sous le nom de Shan en Birmanie, ont migré depuis le Yunnan en suivant le cours de la Shweli. Les shans de Mong Mao s'installèrent dans la vallée de la Shweli et lancèrent des raids sur le territoire occupé plus bas par les birmans, mais le roi de Bagan Anawrahta (1044-1077) réussit à réduire Mong Mao à la vassalité. La chute du royaume de Pagan en 1287 permit aux shans de reprendre leur indépendance, jusqu'à ce que le roi Bayinnaung, de la dynastie Taungû, les fasse passer définitivement sous la domination birmane (1563),. Le roi Hsinbyushin, de la dynastie Konbaung, repoussa plusieurs invasions chinoises qui descendaient la vallée de la Shweli et d'un autre affluent de l'Irrawaddy, la Myitnge (1765-1769).

Drapeau de la KIA.

Une partie de la vallée de la Shweli, représentant 500 ou 600 km2, au nord de Namtu et à l'ouest de Namkham, a été sous le contrôle du Parti communiste de Birmanie (PCB) de 1968 à 1986. L'Armée pour l'indépendance kachin (KIA) était établie dans le nord de la vallée, tandis que l'Armée de l'État Shan et l'Armée de Libération de l'État Palaung contrôlaient une région plus au sud. Les collines entourant Momeik (Mong Mit) et Mogok, avec ses mines de rubis, étaient des places fortes du PCB depuis les années 1950. L'armée birmane (Tatmadaw) a repris la région au début de 1987, ce qui lui a permis de rouvrir le commerce transfrontalier avec la Chine.

## Flore et faune
La Shweli est bordée de marécages à sa confluence avec l'Irrawaddy. Ses collines sont couvertes d'arbres à grandes feuilles des genres Terminalia et Shorea. Rhododendron edgeworthii, au délicat feuillage et aux fleurs allant du blanc au rose, ou rose délavé, parfois avec une tache jaune, a été récolté en 1997 sur la ligne de partage des eaux entre la Shweli et la Salouen, au niveau de la frontière sino-birmane.

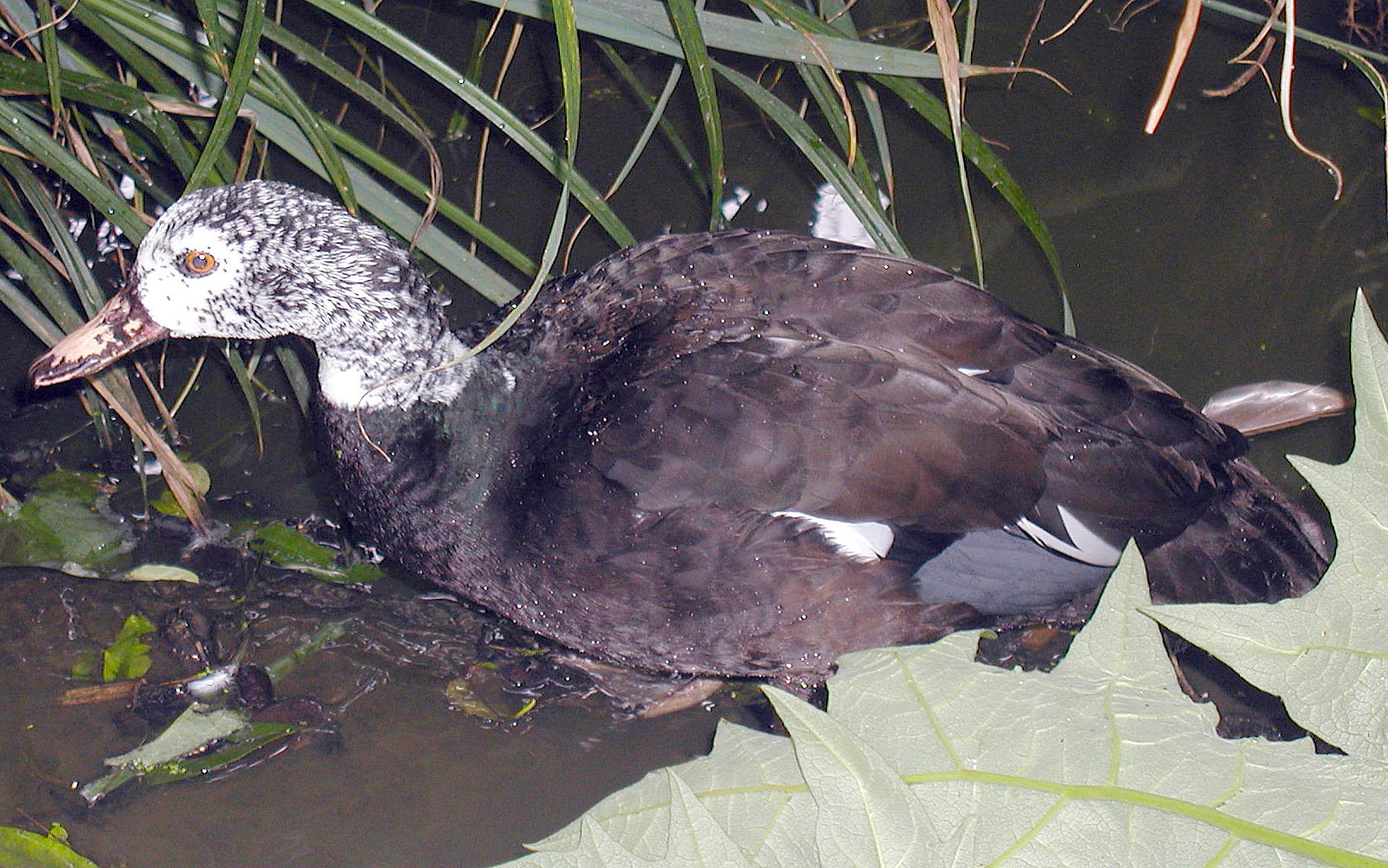
Un canard à ailes blanches

Une espèce menacée de canard de forêt, le canard à ailes blanches (Asarcornis scutulata), et la  grue antigone (Grus antigone) vivent dans la région. Le gavial du Gange (Gavialis gangeticus) y a été aperçu pour la dernière fois en 1927. Le dauphin de l'Irrawaddy (Orcaella brevirostris) remontait jadis le fleuve et ses affluents, y compris la Shweli.

## Villes situées sur son cours (du nord vers le sud)
- Muse, à la frontière chinoise, en face de la ville chinoise de Ruili
- Namhkam, également à la frontière
- Mabein
- Momeik

Toutes ces villes sont situées dans l'État Shan.

## Commerce
Muse est reliée à la ville chinoise de Ruili par un pont surnommé « Gun Bridge », en raison des importantes livraisons d'armes de la République populaire de Chine au régime birman, (Le vieux pont a été remplacé par un plus large en 2005). La Birmanie exporte des gemmes, particulièrement du jade, des primeurs et de l'héroïne et importe des motocyclettes et de l'équipement de maison chinois.
Récemment, un riz hybride chinois nommé sinn shweli a été offert par le Conseil d'État pour la Paix et le Développement aux fermiers dans le cadre du programme d'éradication de la culture de l'opium ; la production est destinée principalement à être exportée vers la Chine.

## Hydroélectricité
La Birmanie et la Chine ont signé en août 2003 un contrat pour un projet hydroélectrique. Un barrage nommé Shweli 1, d'une capacité de 600 MW, a été livré en 2008 la Shweli près de Namkham, pour fournir de l'électricité à Kyaukme, Hsipaw, Lashio et Namtu,. Il s'agit du premier élément d'un futur ensemble de 3 barrages en cascade, devant atteindre une capacité totale de 1 420 MW à terme, avec les barrages Shweli 2 et Shweli 3.